# Saint-Cyr-la-Rivière
Saint-Cyr-la-Rivière is een gemeente in het Franse departement Essonne (regio Île-de-France) en telt 427 inwoners (1999). De plaats maakt deel uit van het arrondissement Étampes.

## Geografie
De oppervlakte van Saint-Cyr-la-Rivière bedraagt 8,9 km², de bevolkingsdichtheid is 48,0 inwoners per km².
De onderstaande kaart toont de ligging van Saint-Cyr-la-Rivière met de belangrijkste infrastructuur en aangrenzende gemeenten.

## Demografie
Onderstaande figuur toont het verloop van het inwonertal (bron: INSEE-tellingen).